# 浜本敏勝
浜本 敏勝（はまもと としかつ、1945年 - ）は、日本の教育者。スポーツ指導者。広島大河フットボールクラブ創設者。

## 略歴
1968年、山口大学卒業。卒業後、広島市立大河小学校教諭に就き、内山彰と共に放課後のサッカー教室を開く。1974年広島大河フットボールクラブを創設。1978年、清水FCブラジル遠征選手団役員、1988年〜1989年世界少年サッカー大会選抜コーチに就任。1996年広島大河フットボールクラブ総監督となる。

## 活動
1974年に広島に育成型クラブである、広島大河フットボールを創設。木村和司（元横浜マリノス）、森島寛晃（元セレッソ大阪、田坂和昭（元ベルマーレ平塚）ら日本代表選手を輩出。小学校からのサッカー選手の育成に尽力。

## 指導・教訓
「一生は長過ぎるから一所懸命。ワガママではなく“我がまま”に」を第一としており、プレーをしている間は、集中して思い切って自己表現をしていこうという趣旨である。また、自らは「選手の個性を見抜く一方、選手は自分の個性を知る（気づく）のが仕事」とし、指導者は、子供たちが個性を活かすチャンスを与えなければいけない任務があり、「試合に出す」ということを念頭にやる気やモチベーションを上げることを重視、子供の自主性をいかに育むかを考えて指導している。